# Воротничковые мухоловки
Воротничковые мухоловки (лат. Arses) — род птиц семейства монарховых (Monarchidae). В состав рода включают 4 вида. Распространены на острове Новая Гвинея, нескольких прилегающих островах и севере Квинсленда, Австралия. Обитают в первичных и вторичных лесах. Характерными признаками представителей рода являются окологлазное кольцо голубого цвета и торчащие перья вокруг шеи, которые образуют небольшую оборку. Сооружают изящные подвесные гнезда. При добывании пищи взбираются по стволам деревьев по спирали

## Классификация
Род был введен французским натуралистом Рене Лессоном в 1831 году. Типовым видом впоследствии был обозначен Arses telescopthalmus английским зоологом Джорджем Робертом Греем в 1840 году. Название рода происходит от имени персидского царя Арсеса.
В состав рода включают 4 вида:
- Arses lorealis
- Arses kaupi Gould, 1851 — Ошейниковая воротничковая мухоловка
- Arses telescophthalmus — Очковая воротничковая мухоловка
- Arses insularis